# El Coyote y la Bronca
El Coyote y la Bronca es una película de aventura mexicana de 1980 dirigida por Rafael Villaseñor Kuri y protagonizada por Vicente Fernández, Blanca Guerra, Gloria Marín y Angélica Vale. La historia se centra en la vida de los dos personajes principales en el mundo del crimen y la prostitución.

## Reparto
- Vicente Fernández como Juan Mireles / El Coyote.
- Blanca Guerra como María Trinidad / La Bronca.
- Gloria Marín como Señora Marcia.
- Angélica Vale como Amalia, niña.
- Felipe Arriaga como El Cotija.
- Estela Piquer como Amalia.
- Carlos Derbez como Perseguidor.
- Polo Ortín como Gerente de hotel.
- Freddy Fernández como Hijo de anciana.
- Emma Roldán como Anciana enferma.
- Carlos León como Perseguidor.
- Mario Saavedra como Joven mojado
- Jennifer De Mello
- Queta Carrasco como Doña Leobarda, viejita chismosa.
- José Nájera como Don Norberto.
- Guillermo Lagunes
- Guillermo Álvarez Bianchi como Sacerdote.
- Paco Sañudo como Empleado de prostíbulo.
- Regino Herrera como Abuelo.
- Oscar Traven como Esbirro de Norberto.
- Jorge Reynoso como Mojado.
- Armando Martín como Juan, hijo del Coyote.
- Elizabeth Aguilar como Prostituta.
- Federico Falcón
- Diana Ferreti como Prostituta.
- Inés Murillo como Nicanora, sirvienta.
- José L. Murillo como Valerio.
- María Prado como Mujer del Cotija.
- Ángela Rodríguez como Mujer en iglesia.